# 地理システムアプローチ
地理システムアプローチ（ちりシステムアプローチ）とは、地理教育においてシステムの見方・考え方（システム思考やネットワーク思考）に基づき、ダイナミクス、複雑系、創発などのシステムの概念から物事を理解し、応用する学びのこと。地理のコンピテンシー論と学習方法論から成る。

## 概要
ドイツ語圏を中心に研究が進んでいる。日本国内では地理教育システムアプローチ研究会がある。